# Pedofilie
Pedofilie (woord afkomstig uit het Oudgrieks; pais (παῖς, wortel paid- = 'knaap', 'kind') en philía (φιλία, 'vriendschap')) is een term die door deskundigen verschillend wordt gedefinieerd. Over het algemeen verwijst deze term naar mensen die zich seksueel aangetrokken voelen tot kinderen die nog geen secundaire geslachtskenmerken vertonen. Wanneer iemand zich seksueel aangetrokken voelt tot jonge tieners tussen de 12 en 16 jaar, heet dit hebefilie. Wanneer iemand zich aangetrokken voelt tot oudere tieners tussen de 16 en 18 jaar, heet dit efebofilie. Tieners worden wettelijk nog niet geacht te kunnen instemmen met seksuele activiteiten, ongeacht de fase van hun lichamelijke rijping. In Nederland is 16 jaar de minimumleeftijd voor seksuele meerderjarigheid.
Pedofilie wordt als psychische aandoening gezien. Pedoseksualiteit, het verrichten van seksuele handelingen met personen jonger dan 16 jaar, wordt in Nederland gezien als een vorm van kindermishandeling en is strafbaar als kindermisbruik.

## Verschil pedofilie en seksueel kindermisbruik
Pedofilie wordt vaak verward met seksueel kindermisbruik. Waar pedofilie verwijst naar een seksuele voorkeur voor jongeren onder de 13 jaar, betreft seksueel kindermisbruik strafbaar seksueel gedrag waarbij er sprake is van een leeftijds- en/of machtsrelatie tussen de dader en het minderjarige slachtoffer tijdens het contact en/of de handelingen die de minderjarige gedwongen wordt uit te voeren, te ondergaan of waarvan deze getuige is. Seksueel kindermisbruik is een overkoepelende term voor diverse strafbare seksuele gedragingen, zoals betasten, masturbatie in bijzijn van minderjarigen, minderjarigen seksuele handelingen laten verrichten, minderjarigen dwingen om seksueel (getinte) afbeeldingen van zichzelf te delen en orale, vaginale, anale penetratie met handen, geslachtdeel of voorwerpen. Een deel van de minderjarigen die worden misbruikt is bovendien boven de 13 en bezit secundaire geslachtskenmerken; desalniettemin is er wel sprake van een machtsverschil en dus ongelijkheid. 
Het verschil zit dus in het hebben van een bepaalde seksuele voorkeur en het plegen van seksuele handelingen met minderjarigen. Het ervaren van seksuele gevoelens voor minderjarigen is niet strafbaar, het verrichten van seksuele handelingen met minderjarigen wel. Bij het overgrote deel van plegers van seksueel kindermisbruik spelen andere motieven dan het hebben van een pedofiele voorkeur een rol. Uit onderzoek is gebleken dat tussen de 25% en 50% van de mensen die seksueel kindermisbruik plegen, seksuele gevoelens voor minderjarigen heeft. De rest van de plegers, 50 tot 75% dus niet. Zij behoren tot de zogenaamde gelegenheidsdaders of asociale daders. Binnen seksueel (kinder)misbruik worden drie categorieën onderscheiden:
- Preferentiële daders: Deze daders zijn pedofielen en handelen vanuit een pedofiele seksuele geaardheid. Een voorbeeld van een preferentiële dader is Roberts Miķelsons, bekend van de Amsterdamse zedenzaak;
- Gelegenheidsdaders: Zij verrichten seksuele handelingen met minderjarigen omdat ze behoefte aan seks hebben en de gelegenheid hebben tot seks met een minderjarige. Meestal zijn dit wat oudere minderjarigen met secundaire geslachtskenmerken, soms fungeert het misbruik als surrogaat voor een volwassen partner. Een typisch voorbeeld is een meerderjarige man die kwetsbare tieners probeert te verleiden, omdat dit relatief makkelijk seks oplevert. Er wordt aangenomen dat dit de grootste categorie kindermisbruikers betreft. Gelegenheidsdaders zijn derhalve niet per definitie pedofiel;
- A-sociale daders: Het gaat hen niet zozeer om met wie ze seks hebben maar om het uitleven van a-sociale (vaak gewelddadige) impulsen, waarbij een kind een makkelijk slachtoffer is omdat het minder weerbaar is. Dit betreft de kleinste groep daders maar kan makkelijk tot incidenten met een dodelijke afloop leiden. Een voorbeeld van een a-sociale dader is Marc Dutroux. Ook a-sociale daders zijn niet per definitie pedofiel.

## DSM-IV en DSM-5
In het internationaal gehanteerde classificatiesysteem van psychische ziektebeelden, het zogenoemde Diagnostic and Statistical Manual of Mental Disorders (DSM-IV), valt pedofilie onder de categorie "psychoseksuele stoornissen" en staat daar opgesomd met de andere parafilieën: fetisjisme, transvestitisme, voyeurisme, exhibitionisme, masochisme en sadisme.
De DSM-IV-criteria voor pedofilie zijn:
- A. Gedurende een periode van ten minste zes maanden recidiverende intense seksueel opwindende fantasieën, seksuele drang of gedragingen met betrekking tot seksuele handelingen met een of meer kinderen in de prepuberteit (in het algemeen dertien jaar of jonger).
- B. De persoon gedraagt zich naar deze aandrang of de drang of fantasieën veroorzaken duidelijk lijden of interpersoonlijke moeilijkheden.
- C. Betrokkene is ten minste zestien jaar oud en ten minste vijf jaar ouder dan het kind of de kinderen uit criterium A.[4]

Om de diagnose pedofiele stoornis te kunnen stellen moet aan alle drie deze criteria voldaan zijn, en hoeft er geen sprake te zijn van lichamelijk seksueel contact met kinderen. Pedofilie is daarom niet synoniem aan het seksueel misbruiken van kinderen. Iemand die een kind seksueel heeft misbruikt wordt een pedoseksueel genoemd. Een pedoseksuele dader heeft echter niet per definitie een pedofiele stoornis, maar kan pedoseksueel gedrag vertonen als onderdeel van een antisociale generalistische levensstijl, zonder daadwerkelijk herhaaldelijke seksuele fantasieën of gedragingen te hebben die seksuele handelingen met een kind met zich meebrengen.
De DSM-5 spreekt alleen over pedofilie bij een seksuele gerichtheid op prepuberale kinderen (meestal tot 13 jaar). In de klinische praktijk wordt soms ook de seksuele gerichtheid op beginnende pubers (hebefilie) en oudere pubers (ephebofilie) als parafilie aangemerkt. Seksuele interesse voor jongeren met secundaire geslachtskenmerken komt onder mannen echter algemeen voor. Biologisch gezien is dat normaal. Seksuele interacties met jongeren onder de ‘age of consent’ - in Nederland: onder de 16 jaar - zijn echter bij de wet verboden. Seksuele interacties met jongeren tussen de 16 en 18 jaar zijn in specifieke gevallen verboden [zie Hoofdstuk 10, Bijlage 5 Strafrechtelijk kader van verboden seksueel handelen]. Volwassen personen met een sterke seksuele belangstelling voor jongeren tussen de 13 en 18 jaar kunnen daaronder lijden (en problemen krijgen met justitie) en in verband daarmee een zorgbehoefte hebben. De classificatie ‘pedofiele stoornis’ is in zo’n geval echter onterecht.
Tegenstanders van de opname van pedofilie in de DSM-IV wijzen vaak, naast de algemene kritiek op de DSM-IV, op de verwijdering van homofilie van deze lijst in 1973. Zij zien pedofilie als een vergelijkbare normale variant op seksualiteit. Het klopt dat pedofilie een seksuele gerichtheid is en dat is op zichzelf niet strafbaar. Het grote verschil tussen pedofilie en veel andere afwijkende seksuele voorkeuren is echter dat het een ongelijkwaardige relatie betreft: de volwassene heeft per definitie meer overzicht, macht en kennis dan het kind en daarmee kan er geen sprake zijn van wat informed consent wordt genoemd. Het kind kan onmogelijk een afgewogen beslissing nemen om de intieme en seksuele relatie al dan niet aan te gaan, door zijn afhankelijkheid en gebrek aan inzicht in langetermijnconsequenties. Daarom is het ook strafbaar en wordt het maatschappelijk verwerpelijk gevonden als er wordt gehandeld naar de voorkeur.

## Cijfers over pedofilie
Wegens het taboe op het onderwerp zullen weinig mensen vrijwillig toegeven dat zij zich seksueel tot kinderen aangetrokken voelen. Op basis van onderzoek gedaan in Duitsland, Noorwegen en Finland, ervaart naar schatting ongeveer 1-3% van de mannen gevoelens voor minderjarigen jonger dan 13 jaar. In Nederland komt dit neer op 60.000 tot 180.000 mannen. Ongeveer een kwart van hen handelt naar hun voorkeur. Dat hoeft overigens geen hands-on misbruik te zijn - het downloaden van en masturberen bij kinderporno hoort hier ook bij. Een kwart van de mensen met een seksuele voorkeur voor minderjarigen geeft aan dat zij zich hiervan bewust werden voor hun vijftiende levensjaar. Pedofilie komt ook voor onder vrouwen – de meeste mensen met een pedofiele voorkeur zijn echter man.

## Hulpverlening
In het veld van de hulpverlening zijn allerlei instanties op dit terrein actief. Onderscheid moet gemaakt worden in:
- vrijwillig aangegane hulp dan wel opgelegde hulpverlening aan pedofielen/-seksuelen (door justitie veroordeelde pedoseksuelen krijgen in alle gevallen hulpverlening opgelegd);
- hulpverlening aan slachtoffers.

Laagdrempelige hulpverlening wordt geboden door:
- in België de verschillende centra voor Algemeen Welzijnswerk (CAW);
- in Nederland sinds april 2012 de hulplijn Stop it Now!, een anonieme, laagdrempelige telefoonlijn die zich richt op volwassenen, vanuit de gedachte dat het voorkomen van seksueel kindermisbruik een verantwoordelijkheid van volwassenen is. Het is een (internationaal actieve) hulplijn voor mensen die zich zorgen maken over hun eigen gevoelens voor kinderen, of om het gedrag van iemand in hun omgeving.

Daarnaast wordt hulp geboden door het Bureau Vertrouwensartsen, het Advies- en Meldpunt Kindermishandeling (AMK) en de Stichting Ambulante Fiom, kortweg Fiom.

## Geschiedenis
Pedofilie kwam reeds voor in het Klassieke Griekenland en Rome. Tegelijkertijd waren er echter moreel-psychologische standpunten die elke vorm van seksueel contact tussen volwassenen en minderjarigen veroordeelden zoals bij Plato of Suetonius.
Tot aan de 18e en 19e eeuw heerste in sommige plattelandsgebieden in Europa en Iran het fabeltje dat men "van een venerische ziekte kon genezen door de bijslaap (seksuele penetratie) met een dier of een klein meisje", zoals onder de staatshoofden Mbeki en Zuma in Zuid-Afrika in het geval van een hiv-besmetting of aids beweerd werd.
Dergelijke praktijken hingen mede samen met de algemene mening dat kinderen kleine volwassenen waren, die alleen wat moesten groeien, maar verder precies hetzelfde behandeld konden worden. Dit betekende dat zij ook zwaar werk moesten doen zoals volwassenen, en dat seksuele toenadering tot een kind niet als misdadig of schade toebrengend werd gezien. Pas na de opkomst van de (kinder)psychologie in de 19e en 20e eeuw veranderde dit beeld.
In de jaren 70 en 80 van de 20e eeuw waren er vele organisaties die zich actief bezighielden met het propageren van pedofilie en de acceptatie ervan. Zo had de NVSH een Werkgroep Pedofilie die jarenlang het tijdschrift Naar Integratie Kinderseksualiteit (NIKS) uitbracht. De Dordtse uitgever Joop Wilhelmus heeft in die periode meerdere kinderpornografische tijdschriften uitgegeven zoals het blad Lolita. De Vereniging MARTIJN was de bekendste organisatie die zich in Nederland bezighield met de acceptatie van pedofilie. Op 27 juni 2012 heeft de rechtbank in Assen de vereniging verboden. Ook de voormalige Partij voor Naastenliefde, Vrijheid en Diversiteit was pro-pedofilie, en werd hierom in de volksmond zelfs aangeduid als de 'pedopartij'. Overigens vormen de voorstanders geen homogeen blok en bestaan er verschillende zienswijzen over hoe pedofilie een plaats zou moeten hebben in de samenleving, zoals:
- Pedofilie accepteren als seksuele geaardheid (dus niet als ziekte of afwijking), zonder aanpassing van de wetgeving. Met andere woorden: pedofielen dienen in de samenleving te worden geaccepteerd maar moeten zich aan de bestaande zedenwetgeving houden;
- Meer nadruk op voorkomen van zedenmisdrijven en voor veroordeelden meer nadruk op preventie, behandeling en herintegratie dan op (slechts) vergelding;
- Bepleiting van meer openheid betreffende de seksualiteit van kinderen;
- Voorstellen tot het verlagen of schrappen van leeftijdsgrenzen voor vrijwillig seksueel contact. In de meest vergaande voorstellen wordt ieder seksueel contact tussen kinderen en volwassenen acceptabel bevonden zolang er geen dwang of geweld aan te pas komt;
- Voorstellen tot het gedeeltelijk of geheel legaliseren van kinderpornografie. Vaak wordt hier het argument aangehaald dat kinderpornografie als uitlaatklep kan dienen zodat men niet overgaat tot daadwerkelijk kindermisbruik.

In de jaren zeventig zette dr. Edward Brongersma zich in voor de verlaging van de minimumleeftijd voor seksuele contacten. Dr. Theo Sandfort publiceerde de onderzoeken Jongens over vriendschap en seks met mannen (1986) en Het belang van de ervaring (1988), waarin zijn conclusie was dat homoseksuele pedofiele contacten niet in alle gevallen schadelijk zijn voor het kind. Vergelijkbare conclusies werden getrokken door de Amerikaanse wetenschappers R. Bauserman, B. Rind en Ph. Tromovitch die een meta-analyse uitvoerden van bekende gegevens over seksuele ervaringen van jongens met mannen. Dit rapport werd door het Amerikaanse House of Congress formeel afgekeurd, wat tot heftige wetenschappelijke en morele discussies leidde.

## Afbakening
Hoewel er, net als bij alle vormen van seksualiteit, een uitgebreide nuancering in de ‘mate van’ pedofilie te maken is, wordt in het dagelijks gebruik de term pedofilie voor het hele spectrum gebruikt. Het begrip pedofiel wordt echter ook gebruikt buiten de omschreven kaders. Voorbeelden hiervan zijn:
- Kindermisbruik in het algemeen terwijl zoals eerder vermeld pedofilie niet hiermee samenhangt;
- Volwassen personen met een groot leeftijdsverschil;
- Volwassen personen die zich aangetrokken voelen tot personen van wie zij onterecht denken, op grond van duidelijke secundaire geslachtskenmerken, dat deze meerderjarig zijn (de Amerikaans-Engelse uitdrukking hiervoor is jailbait, gevangenislokaas);
- Een jonger stel met een relatief groot leeftijdsverschil, vooral wanneer de oudere partner wel de minimumleeftijd voor vrijwillig seksueel contact heeft bereikt maar de jongere partner nog niet (bijvoorbeeld een 15-jarige met een 18-jarige);
- Kinderen van ongeveer dezelfde leeftijd die ‘doktertje spelen’ of wat oudere kinderen die met seks experimenteren;
- Lichamelijke intimiteit tussen volwassenen en kinderen zonder seksuele intentie of schennis van de eerbaarheid;
- Afbeeldingen van naakte kinderen in legitieme situaties (bijvoorbeeld in het zwembad of aan het strand, niveau 1 en 2 van de Copine-schaal);
- Als scheldwoord ('pedo').

Dit oneigenlijk gebruik en stereotypering van de term pedofiel heeft een aantal gevaren:
- Het gevaar wordt zo algemeen en het beeld zo beperkt, dat men de daadwerkelijke ‘zieke’ personen en ‘strafbare’ handelingen niet meer ziet. Publieke angst richt zich vaak op reeds veroordeelde personen of op de 'enge man in de bosjes', terwijl het gevaar van misbruik uit de bekendenkring het grootst is en misbruik ook vaak wordt gepleegd door personen die niet pedofiel zijn;
- Er kan een heksenjacht ontstaan op onschuldige personen;
- Personen die al in de fout zijn gegaan krijgen hoegenaamd geen kans meer, ook als ze hun straf hebben uitgediend en tot inkeer zijn gekomen. Hierdoor bestaat de kans dat ze zich uit de maatschappij terugtrekken en opnieuw zedenmisdrijven zullen plegen. In de Verenigde Staten bestaan leefgemeenschappen van voormalige zedendelinquenten die elders nergens meer als buurtgenoot worden getolereerd;
- Relatief lichte vergrijpen en grensgevallen worden buitensporig zwaar afgestraft omdat ze binnen de definitie van zedenmisdrijven vallen. Men kan denken aan de eerdergenoemde relatie tussen een 18-jarige en een 15-jarige;
- Vaak vindt zowel bij schuldigen als onschuldigen eigenrichting plaats, zoals naming and shaming, vandalisme, bedreiging, stalking of mishandeling;
- Normale intimiteit met en seksualiteit van kinderen wordt taboe, hetgeen een gezonde ontwikkeling van kinderen belemmert;
- Mensen durven uit angst voor (valse) beschuldigingen niet meer met kinderen te werken, of worden door protesten van ouders hiervan weerhouden. Een voorbeeld is de aversie tegen mannelijke kinderverzorgers na de Amsterdamse zedenzaak.[11]